# حصن فلوقة (تريم)

'

تعديل مصدري - تعديل

حصن فلوقة هي إحدى قرى عزلة تريم بمديرية تريم التابعة لمحافظة حضرموت، بلغ تعداد سكانها 1521 نسمة حسب تعداد اليمن لعام 2014.